# 末永照和
末永 照和（すえなが てるかず、1931年5月26日 - ）は、日本の美術史学者、桜美林大学名誉教授。国際美術評論家連盟会員。

## 来歴
北海道釧路市生まれ。東北大学文学部美学美術史学科卒業。『美術手帖』『みづゑ』などに執筆。桜美林大学教授、名誉教授、実践女子大学教授。2002年定年退職。
1984年「ジェームズ・アンソール」で芸術選奨新人賞受賞。2013年「評伝ジャン・デュビュッフェ　アール・ブリュットの探求者」で第23回吉田秀和賞受賞。

## 著書
- 『ピカソの時代』未来社 1972
- 『ジェームズ・アンソール 仮面の幻視者』小沢書店 1983
- 『ピカソの道化師たち』小沢書店 1984
- 『かくも長き痙攣の時 二十世紀画家論』小沢書店 1987
- 『セザンヌを愛するために その人生と芸術』かわさき市民アカデミー講座ブックレット 2002

川崎市生涯学習振興事業団かわさき市民アカデミー出版部 (彩流社販売)
- 『評伝ジャン・デュビュッフェ　アール・ブリュットの探求者』青土社 2012

## 翻訳
- カフカ 岸辺なきレアリスム ロジェ・ガロディ 思潮社 1970
- ピカソ 反抗の弁証法 ロジェ・ガロディ 審美社 1973 (審美文庫)
- 芸術の手相 ガエタン・ピコン 法政大学出版局 1989.5 (叢書・ウニベルシタス)
- 素顔の印象派 バーナード・デンヴァー編 美術出版社 1991.12
- ピカソ ローランド・ペンローズ 西村書店 1994.5 (アート・ライブラリー)